# Spilotragus clarkei
Spilotragus clarkei là một loài bọ cánh cứng trong họ Cerambycidae.